# Законопроєкт про захист американської безпеки від агресії Кремля
Законопроєкт про захист американської безпеки від кремлівської агресії (англ. Defending American Security from Kremlin Aggression Act, DASKA) — законопроєкт, поданий до Сенату США сенаторами Ліндсі Гремом (республіканець від Південної Кароліни), Бобом Менендесом (демократ від Нью-Джерсі), Корі Гарднером (республіканець від Колорадо), Беном Кардіном (демократ із Мериленду), Джоном Маккейном (республіканець від Аризони) та Джин Шагін (демократка від Нью-Гемпшира) 2 серпня 2018 року.
Президент США Дональд Трамп і його адміністрація чинили опір ухваленню цього законопроєкту.

## Подання та проходження в Конгресі
У спільній заяві зробленій 2 серпня 2018 року, Ліндсі Греем заявив: «Нашою метою є зміна статусу-кво та запровадження нищівних санкцій та інших заходів проти путінської Росії, поки він не припинить втручання у виборчий процес в США, не зупинить кібератаки на американську інфраструктуру, не забереться з України й не припинить спроби створити хаос в Сирії. Санкції та інші заходи, які містяться в цьому законопроєкті, є найбільш нищівними, які коли-небудь запроваджувались — і це прямий результат тривалих спроб Путіна підірвати американську демократію. Я переконаний, що оцінка дана Деном Коутсом, про те що попереджувальні сигнали блимають червоним коли це стосується російського втручання у вибори 2018 року, є правильною. Ці санкції та інші заходи створені як відповідь в найбільш жорсткій з можливих форм».
Вже 8 серпня російська газета Коммерсантъ опублікувала повний текст законопроєкту, що призвело до падіння рубля на 2.2 %.
Положення цього законопроєкту включають:
- Заборону найбільшим російським державним банкам проводити операції із доларом США
- Санкції на інвестиції в російський уряд та в нафтові і газові компанії пов'язані із ним
- Санкції проти осіб з Росії, які підозрюються в участі в кібератаках проти США
- Створення нового Санкційного офісу у складі Державного департаменту США

11 грудня 2019 Комітет Сенату США із міжнародних відносин дав своє погодження на чотири законопроєкти у сфері енергетики, включаючи Законопроєкт про співробітництво у сфері енергетичної безпеки з партнерами-союзниками в Європі, який був направлений проти спорудження Північного потоку-2, але комітет не дійшов до розгляду DASKA. 18 грудня Сенатська колегія затвердила законопроєкт 17 голосами «за», було 5 голосів «проти», і всі вони від республіканців. При цьому не було розуміння коли весь Сенат голосуватиме за законопроєкт.